# (33129) Ivankrasko
(33129) Ivankrasko est un astéroïde de la ceinture principale.

## Description
(33129) Ivankrasko est un astéroïde de la ceinture principale. Il fut découvert le 1er février 1998 à Modra par Peter Kolény et Leonard Kornoš. Il présente une orbite caractérisée par un demi-grand axe de 2,83 UA, une excentricité de 0,14 et une inclinaison de 8,8° par rapport à l'écliptique.

## Compléments